# Husson
Husson település Franciaországban, Manche megyében. Lakosainak száma 171 fő (2018. január 1.). Husson Saint-Jean-du-Corail, Barenton, Notre-Dame-du-Touchet, Saint-Cyr-du-Bailleul, Sainte-Marie-du-Bois és Le Teilleul községekkel határos.

## Népesség
A település népességének változása:
| Lakosok száma | 423  | 424  | 310  | 286  | 260  | 234  | 230  | 205  | 171  | 171  |
|               | 1962 | 1968 | 1982 | 1990 | 1999 | 2008 | 2011 | 2013 | 2017 | 2018 |